# Boala
Boala là một tổng thuộc tỉnh Namentenga ở phía bắc Burkina Faso. Dân số năm 2006 là 25.774 người. Thủ phủ là thị xã Boala..
Bourba, Koeguemsin, Konkoaguin, Koumestenga-Mossi, Koumestenga-Peulh, Lédéré, Loundgo, Magadogo, Mogodin, Safi, Sidogo, Yalga, Yagabtenga e Zaongo.